# Huallanca (montaña)
Huallanca también conocido como El Burro[cita requerida] es una montaña de Perú. Tiene 5,470 m s. n. m. lo que lo convierte en la montaña más alta de la cordillera de Huallanca.[cita requerida]
Está ubicado en la provincia de Bolognesi, departamento de Áncash, Perú.